# Stazione di Forest Gate
La stazione di Forest Gate è una stazione ferroviaria che si trova lungo la Great Eastern Main Line, nel quartiere di Forest Gate, nel borgo londinese di Newham.

## Storia
La stazione viene inizialmente aperta nel 1840, un anno dopo la costruzione della linea ferroviaria. Viene, tuttavia, chiusa nel 1843, e riaperta successivamente nel maggio del 1846, a seguito delle forti richieste dei residenti locali.

## Movimento
L'impianto è servito dai treni in servizio sulla Elizabeth Line, gestiti da Transport for London.

## Interscambi
La stazione consente l'interscambio con la stazione di Wanstead Park, sulla linea Gospel Oak-Barking, servita di servizi della London Overground. La distanza tra le due stazioni è di 350 metri.
Nelle vicinanze della stazione effettuano fermata alcune linee automobilistiche, gestite da London Buses.
- Stazione ferroviaria (Wanstead Park, London Overground)
- Fermata autobus